# Acta Biochimica et Biophysica Sinica
Acta Biochimica et Biophysica Sinica is een internationaal, aan collegiale toetsing onderworpen wetenschappelijk tijdschrift op het gebied van de biofysica. De naam wordt in literatuurverwijzingen meestal afgekort tot Acta Biochim. Biophys. Sin.
Het wordt uitgegeven door Oxford University Press en verschijnt maandelijks.
Het eerste nummer verscheen in 2004.